# Engelberto I di Berg
Engelberto I di Berg in tedesco: Engelbert I. (Berg) (prima metà del secolo XII – Kovin, luglio 1189) fu il terzo conte documentato (dal 1164) della contea di Berg, nell'attuale Germania, dal 1160 al 1189.

## Origine
Engelberto era il figlio terzogenito del secondo conte documentato della contea di Berg, Adolfo II, come ci viene confermato dal documento n° 401 del Urkundenbuch für die Geschichte des Niederrheins, Volume 1, e della sua seconda moglie, una nipote dell'arcivescovo di Colonia Federico I di Schwarzenburg, come conferma la Chronica Albrici Monachi Trium Fontium, e, che secondo le Europäische Stammtafeln XVIII, 2 e XVI 80a (non consultate), si chiamava Irmgarda ed era figlia di Engelberto di Schwarzenburg.

Secondo l'Annalista Saxo, Adolfo II di Berg (Adulfus iuniorem) era figlio del primo conte documentato della contea di Berg, Adolfo di Hövel (Huuili) e di Adelaide di Lauffen, figlia, sempre secondo l'Annalista Saxo, del conte Enrico di Lauffen e di Ida di Werl.

## Biografia
Suo padre, Adolfo II, compare per l'ultima volta come conte di Berg nel documento n° 401 del Urkundenbuch für die Geschichte des Niederrheins, Volume 1, datato 1160, (Adolfus comes de Monte) inerente ad una donazione alla chiesa di San Pancrazio di Colonia, ed in quello stesso documento troviamo Engelberto citato, per la prima volta (meus filius militaret Engilbertus).
Suo padre, Adolfo II, secondo il Levold's von Northof Chronik der Grafen von der Mark, si ritirò a vivere nel monastero di Altenberg, dove morì e dove fu sepolto; secondo il memorial in Altenburg (non consultato), Adolfo II morì il 12 ottobre. Al momento di ritirarsi in monastero, Adolfo II divise la contea: al figlio primogenito della seconda moglie, Irmgarda di Schwarzenburg, Eberardo toccò la contea di Altena, feudo dominato dal castello di Altena mentre a Engelberto, andò la contea di Berg intorno al castello di Burg.
Engelberto viene documentato come conte di Berg, per la prima volta nel 1164, come da documento n° 629 del Urkundenbuch für die Geschichte des Niederrheins, Volume 4, datato 1164 (Engelbertus comes de Monte);
Grazie alla sua fedeltà all'imperatore Federico Barbarossa e agli arcivescovi di Colonia, Engelberto riuscì ad ampliare i suoi possedimenti.

Il documento n° 423 del Urkundenbuch für die Geschichte des Niederrheins, Volume 1, datato 1166, lo accosta, assieme al fratello, Eberardo (Comes Euerardus de Altina et frater eius comes Engilbertus), all'arcivescovo Rainaldo di Dassel, fedelissimo del Barbarossa.

Il documento n° L del Zweiter Band, welcher Urkunden v. J. 800 - 1280, band II, datato 1170, ci conferma che Engelberto ebbe buoni rapporti anche col successore di Rainaldo, Philipp von Heinsberg, di cui, sempre assieme al fratello, Eberardo, fu testimone (Euerhardus comes Engelbertus frater eius).
Nel maggio 1189, Engelberto partì per la terza crociata al seguito dell'imperatore Federico Barbarossa. La spedizione seguì il corso del Danubio, attraverso i Balcani. Engelberto morì all'inizio di luglio 1189 vicino a Kubin, nel Banato, vicino all'allora confine ungherese-bizantino (attualmente Kubin si trova in Serbia, nel Distretto di Braničevo). Era il secondo della famiglia a morire durante una crociata; infatti suo fratellastro, Adolfo, era morto il 28 luglio 1148 durante l'assedio di Damasco durante la seconda crociata, come conferma la Chronica regia S. Pantaleonis, non consultata.

A Engelberto succedette il figlio primogenito, Adolfo, come Adolfo III, che morì anche lui durante una crociata la quinta nel 1218, e con lui si estinse la linea maschile della casa di Berg.

## Matrimonio e discendenza
Prima del 1175, Engelberto, come ci conferma la Chronica Albrici Monachi Trium Fontium, aveva sposato Margherita di Gheldria, che, ancora secondo la Chronica Albrici Monachi Trium Fontium, era sorella del conte di Gheldria, Ottone I, quindi figlia del conte di Gheldria e conte di Zutphen, Enrico I (Gherrit und dye ander Otte) e di Agnese d'Arnstein.
Engelberto da Margherita ebbe due figli ed una figlia: 
- Adolfo (1175 circa - † 7 agosto 1218 durante la quinta crociata vicino a Damietta), Conte di Berg come da documento n° 34 del Urkundenbuch für die Geschichte des Niederrheins, Volume 2, datato 1211 (Adolphus comes de Berge)[11];
- Engelberto (1185 circa † 7 novembre 1225 vicino a Gevelsberg), arcivescovo di Colonia, come ci conferma il Cæsarii Heisterbacensis Catalogus Archiepiscopum Coloniensium 94-1230[16].

### Fonti primarie
- (LA)  Urkundenbuch für die Geschichte des Niederrheins, Volume 1.
- (LA)  Urkundenbuch für die Geschichte des Niederrheins, Volume 2.
- (LA)  Urkundenbuch für die Geschichte des Niederrheins, Volume 4.
- (LA)  Monumenta Germaniae Historica, tomus XXIII.
- (LA)  Monumenta Germaniae Historica, tomus XXXVII, Annalista Saxo.
- (LA)  Zweiter Band, welcher Urkunden v. J. 800 - 1280, band II.
- (LA)  Fontes rerum Germanicarum, Volume 2.

### Letteratura storiografica
- (LA)  (DE)  Levold's von Northof Chronik der Grafen von der Mark und der Erzbischöfe.
- (NL)  Kronijk van Arent toe Bocop.